# Uriah Heep Live
Albums de Uriah Heep
The Magician's Birthday
(1972) Sweet Freedom
(1973)
Uriah Heep Live est le premier album enregistré en public par le groupe de rock anglais Uriah Heep. Il est sorti en avril 1973 aux États-Unis sur le label Mercury Records et au Royaume-Uni en mai 1973 sur le label Bronze Records. La production est de Gerry Bron.

## Historique
Il a été enregistré principalement le 26 janvier 1973  à Birmingham, lors de la tournée anglaise qui suivit la parution de l'album The Magician's Birthday.
Originellement sorti en double album vinyle, la pochette proposait un livret de 10 pages avec de nombreuses photos du groupe réalisées par le photographe irlandais Fin Costello.
Aucun titre de Salisbury n'est représenté sur cet album. Celui-ci se termine par un medley incluant quelques standards du rock 'n' roll.
L'album atteindra la 23e place dans les charts britanniques et la 37e place du Billboard 200 aux États-Unis où il sera certifié disque d'or en octobre 1973.
En 2003, l'album sera réédité dans une version Deluxe qui comprend un deuxième compact disc. Les chansons bonus ont été enregistré en 1974 et certaines proviennent de l'album Sweet Freedom ("Stealin'") et de l'album Wonderworld ("Something or Nothing", I Won't Mind"...).

## Liste des titres
| 1. | Intro / Sunrise   | Ken Hensley                       | 3:50 |
| 2. | Sweet Lorraine    | Mick Box, David Byron, Gary Thain | 4:27 |
| 3. | Traveller in Time | Box, Byron, Lee Kerslake          | 3:20 |
| 4. | Easy Livin'       | Hensley                           | 2:43 |

| 5. | July Morning     | Byron, Hensley | 11:23 |
| 6. | Tears in My Eyes | Hensley        | 4:34  |

| 7. | Gypsy           | Box, Byron | 13:32 |
| 8. | Circle of Hands | Hensley    | 8:47  |

| 9.  | Look at Yourself     | Hensley              | 5:57 |
| 10. | Magician's Birthday  | Box, Byron, Kerslake | 1:15 |
| 11. | Love Machine         | Box, Byron, Hensley  | 3:07 |
| 12. | Rock 'n' Roll Medley |                      | 8:17 |

- Roll over Beethoven (Chuck Berry) - 1:15
- Blue Suede Shoes (Carl Perkins) - 1:13
- Mean Woman Blues (Claude Demetrius) - 0:28
- Hound Dog (Jerry Leiber, Mike Stoller) -0:56
- At the Hop (Artie Singer, John Medora, David White) - 1:32
- Whole Lotta Shakin' Goin' On (Dave Williams) -
- Blue Suede Shoes (Perkins) - 1:37

| 1.  | Something or Nothing (US Radio Show)                 | Box, Hensley, Thain                                                                 | 3:11 |
| 2.  | I Won't Mind (US Radio Show)                         | Box, Byron, Hensley, Kerslake, Thain                                                | 5:51 |
| 3.  | Look at Yourself (US Radio Show)                     | Hensley                                                                             | 6:19 |
| 4.  | Gypsy (US Radio Show)                                | Box, Byron                                                                          | 4:49 |
| 5.  | Easy Livin' (Film mixes used for radio)              | Hensley                                                                             | 3:20 |
| 6.  | So Tired (Film mixes used for radio)                 | Box, Byron, Hensley, Kerslake, Thain                                                | 3:55 |
| 7.  | I Won't Mind (Film mixes used for radio)             | Box, Byron, Hensley, Kerslake, Thain                                                | 5:51 |
| 8.  | Something or Nothing (Film mixes used for radio)     | Box, Hensley, Thain                                                                 | 3:23 |
| 9.  | The Easy Road (Film mixes used for radio)            | Hensley                                                                             | 3:07 |
| 10. | Stealin' (Film mixes used for radio)                 | Hensley                                                                             | 5:31 |
| 11. | Love Machine (Film mixes used for radio)             | Hensley, Box, Byron                                                                 | 2:15 |
| 12. | Rock 'n' Roll Medley '74 (Film mixes used for radio) | Berry / Perkins / Demetrius / Leiber and Stoller / Singer, Medora, White / Williams | 7:49 |

## Musiciens
- Mick Box : guitares, chœurs
- David Byron : chant
- Ken Hensley : claviers, guitares, chœurs
- Lee Kerslake : batterie, percussions, chœurs
- Gary Thain : basse, chœurs

## Charts & certifications
Charts
| Pays                            | Durée du classement | Meilleur classement | Date              |
| ------------------------------- | ------------------- | ------------------- | ----------------- |
| Allemagne (GfK Entertainment)   | 6 semaines          | 8e                  | 15 juin 1973      |
| Australie (Go-Set Albums Chart) | 1 semaine           | 18e                 | 3 novembre 1973   |
| Autriche (Ö3 Austria Top 40)    | 16 semaines         | 5e                  | 15 septembre 1973 |
| Canada (RPM)                    | 16 semaines         | 37e                 | 30 juin 1973      |
| États-Unis (Billboard 200)      | 30 semaines         | 37e                 | 16 juin 1973      |
| Norvège (VG-lista)              | 25 semaines         | 3e                  | 4 juin 1973       |
| Royaume-Uni (UK Albums Chart)   | 8 semaines          | 23e                 | 20 mai 1973       |

Certifications
| Pays        | Certification | Ventes    | Date             |
| ----------- | ------------- | --------- | ---------------- |
| États-Unis  | Or            | 500 000 + | 12 octobre 1973  |
| Royaume-Uni | Argent        | 60 000 +  | 1er octobre 1973 |